# Sinovel
Sinovel Wind Group Company (中文：华锐风电) er den største vindmølleproducent i Kina og den tredje største i verden. Virksomheden har hovedsæde i Beijing og er børsnoteret på Shanghai Stock Exchange og Hong Kong Stock Exchange.
Donghai Bridge Wind Farm er Kinas første havvindmøllepark. Den blev idriftsat juli 2010 og Sinovel har leveret vindmølleparkens 34 3 MW vindmøller.  